# ناوكي اوغاوا
ناوكي اوغاوا (باليابانية: 小川 直毅) (3 يوليو 1995 في كاوانيشي في اليابان – )؛ هو لاعب كرة قدم ياباني سابق كان يلعب كمهاجم.

## وصلات خارجية
- ناوكي اوغاوا على موقع رابطة كرة القدم اليابانية للمحترفين (اليابانية)
- ناوكي اوغاوا على موقع قاعدة بيانات كرة القدم.إي يو (الإنجليزية)
- ناوكي اوغاوا على موقع Soccerway.com (الإنجليزية)
- ناوكي اوغاوا على موقع عالم كرة القدم.نت (الإنجليزية)